# Podemos
Podemos es un partido político español que se sitúa entre la izquierda y la extrema izquierda del espectro político. Fue fundado el 17 de enero de 2014, siendo desde su origen hasta mayo de 2021 su secretario general el politólogo Pablo Iglesias Turrión. En junio de 2021,  Ione Belarra asumió la secretaría general.
Podemos surgió en el contexto de la crisis económica de principios de la década de los 2010 y recogía el relevo del Movimiento 15-M (2011).Tuvo un rápido crecimiento mediático y social. Su primer frente electoral fueron las elecciones europeas de mayo de 2014, donde Podemos logró cinco escaños (de cincuenta y cuatro) con el 7,98 % de los votos, lo que lo convirtió en el cuarto partido más votado de España. Posteriormente en las elecciones municipales y autonómicas de mayo de 2015 Podemos y sus marcas asociadas lograron notables resultados en toda España.
Su siguiente gran paso fueron las elecciones generales de diciembre de 2015, donde sus listas obtuvieron el 20,68 % de los votos y sesenta y nueve diputados en el conjunto del Estado. Con su entrada en el Congreso participaron en la ruptura del bipartidismo. En las elecciones generales de 2016 Podemos lideró la coalición electoral Unidas Podemos junto a otras formaciones, principalmente con el partido Izquierda Unida. Podemos concurrió bajo esta marca en las dos elecciones generales de 2019 (abril y noviembre). Con base en los resultados de estas últimas elecciones, de enero de 2020 a noviembre de 2023 Podemos fue uno de los partidos que formaron parte del Gobierno de España, tras alcanzarse un acuerdo entre Unidas Podemos y el  PSOE.
Tras perder la mayor parte de su representación territorial en las elecciones municipales y autonómicas de mayo de 2023, Podemos aceptó concurrir en las elecciones generales de julio con la nueva coalición electoral Sumar. En diciembre de 2023 Podemos se desligó de Sumar y proclamó su independencia política y electoral.
Pese a que desde su creación se les ha acusado de tener vínculos con el chavismo, en 2024 estás acusaciones han vuelto debido al apoyo al resultado del CNE de las elecciones presidenciales de Venezuela de 2024 (acusado por la oposición Venezolana y parte de la comunidad internacional de fraude) por parte de miembros de Podemos, como Juan Carlos Monedero e Irene Montero.

## Historia

### Fundación

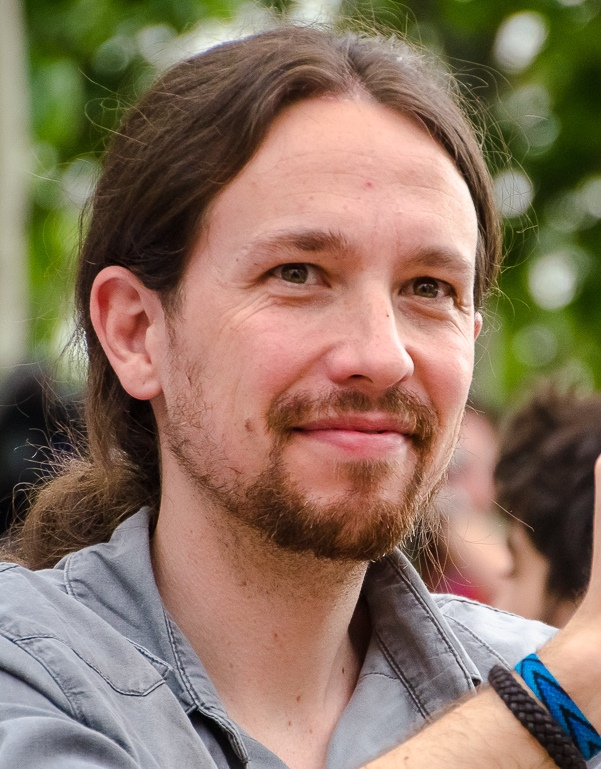
Pablo Iglesias en 2015

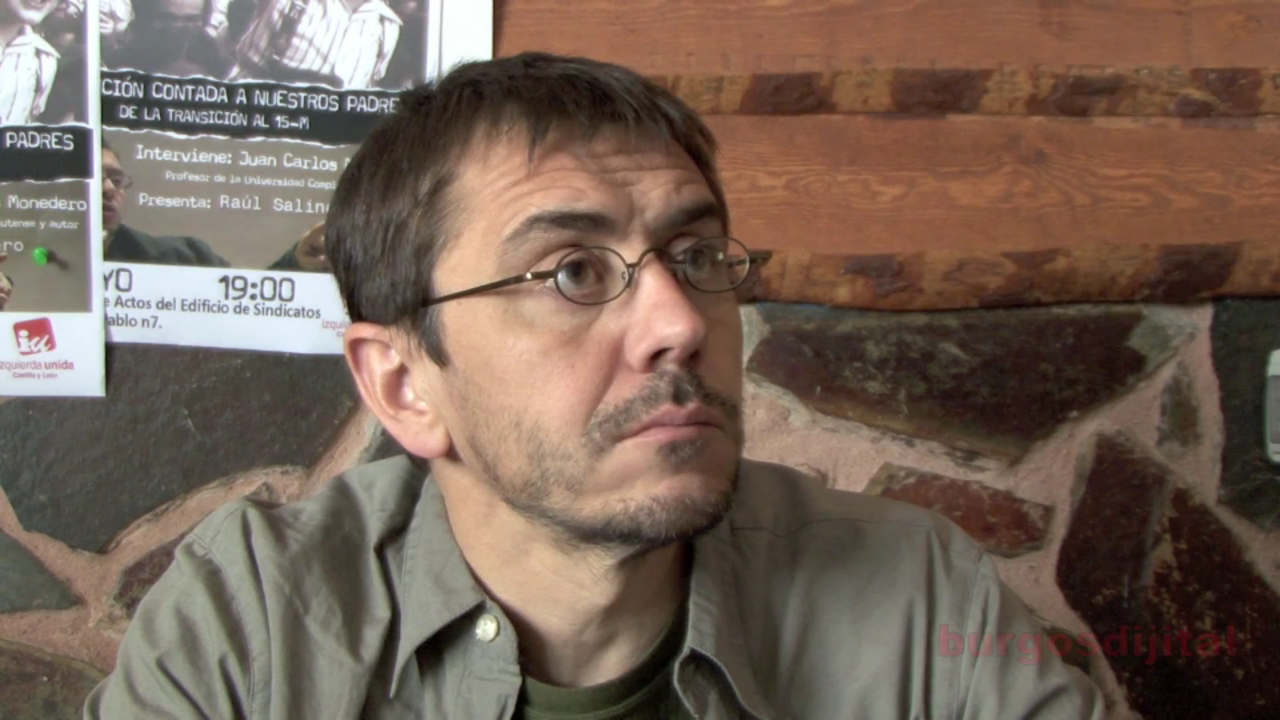
Juan Carlos Monedero, exdirigente del partido

El origen de Podemos se encuentra en el manifiesto Mover ficha: convertir la indignación en cambio político, presentado el fin de semana del 12-13 de enero de 2014 y difundido por la publicación digital Público, que firmaban una treintena de intelectuales, personalidades de la cultura, el periodismo y el activismo social y político, entre los que se encontraban Juan Carlos Monedero, profesor de Ciencia Política en la Universidad Complutense de Madrid (UCM); el actor Alberto San Juan; Jaime Pastor, profesor de Ciencias Políticas en la UNED; el escritor y filósofo Santiago Alba Rico; el sindicalista de la Corriente Sindical de Izquierda Cándido González Carnero; o Bibiana Medialdea, profesora de Economía Aplicada en la UCM. En este manifiesto se expresaba la necesidad de crear una candidatura que concurriese a las elecciones europeas de mayo de ese año, con el objetivo de oponerse, desde posturas de izquierda, a las políticas de la Unión Europea para la crisis económica. Aunque no era uno de los firmantes del manifiesto, el 14 de enero se anunció que el profesor de Ciencia Política de la UCM y analista político televisivo Pablo Iglesias, exmiembro del Partido encabezaría el movimiento.
El incipiente movimiento estaba articulado por el partido Izquierda Anticapitalista, el cual había esbozado en su documentación interna el manifiesto Mover ficha, diseñado las fases para el lanzamiento del nuevo movimiento y adelantado como factor determinante para el éxito de la iniciativa «La presencia de una serie de personalidades con proyección mediática como cara pública del proyecto». Entre los puntos programáticos resaltados por Iglesias se encontraban la derogación del artículo 135 de la Constitución (que había sido reformado en septiembre de 2011 por iniciativa del presidente del Gobierno José Luis Rodríguez Zapatero y con el apoyo de PSOE y PP); aplicación plena del artículo 128 de la Constitución («Toda la riqueza del país en sus distintas formas y sea cual fuere su titularidad está subordinada al interés general»), ya que según Iglesias no se estaba cumpliendo; mantener el carácter público de la educación y la sanidad; creación de un parque de vivienda pública y aplicación retroactiva de la dación en pago; y oposición a una reforma restrictiva de la ley del aborto. También reclamaban la derogación de las leyes de extranjería, la salida de España de la OTAN y se pronunciaban a favor de que en Cataluña se permitiera un referéndum de autodeterminación.

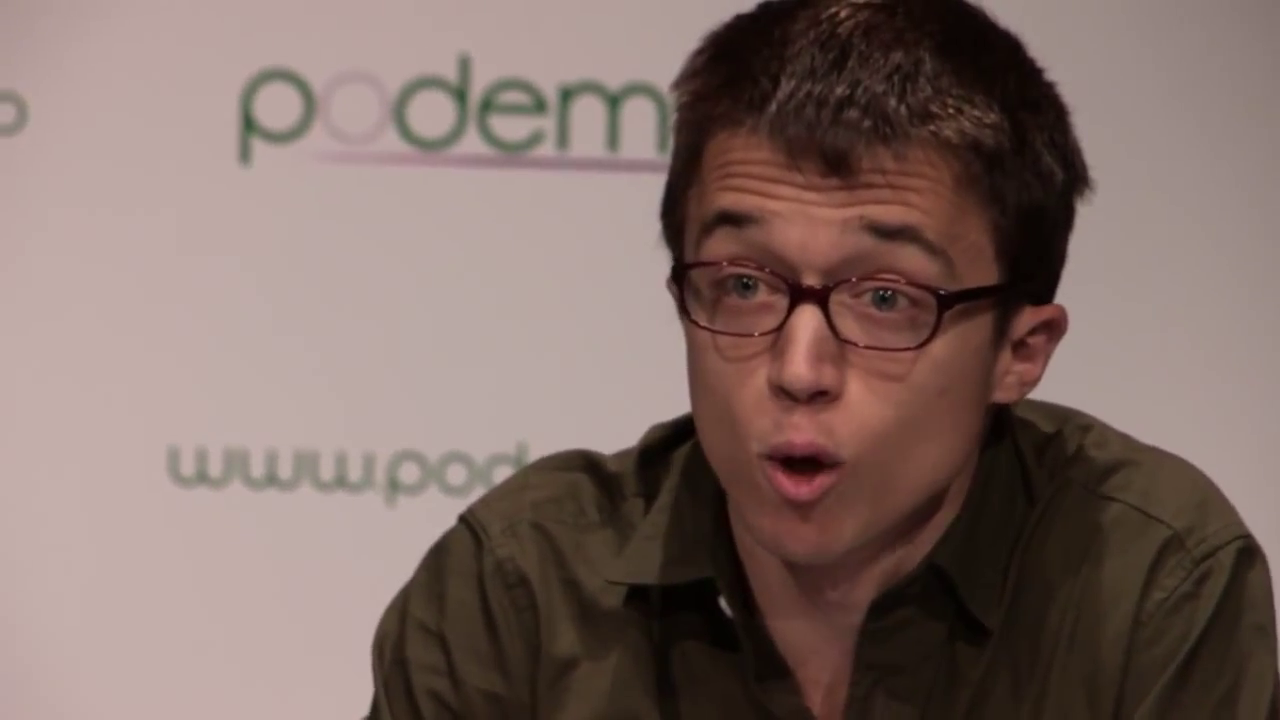
Íñigo Errejón participó en Podemos antes de fundar Más Madrid

El movimiento Podemos se presentó oficialmente el 17 de enero de 2014 en el Teatro del Barrio, en el barrio de Lavapiés de Madrid. Se dio una rueda de prensa a la que acudieron cientos de personas y en la que intervinieron, entre otros, Pablo Iglesias, Juan Carlos Monedero, Teresa Rodríguez, Íñigo Errejón y Miguel Urbán. Su objetivo fundamental era oponerse a los recortes sociales que estaban siendo llevados a cabo como consecuencia de la crisis económica que atravesaba el país. La nueva agrupación formalizó su inscripción en el Registro de Partidos Políticos del Ministerio del Interior de España el 11 de marzo de 2014. Durante la campaña electoral de las Elecciones generales de España de 2016 se acusó al gobierno de Venezuela de haber ingresado más de doscientos setenta mil euros en una cuenta bancaria del Euro Pacific Bank, a nombre del beneficiario Pablo Iglesias Turrión. Estas informaciones, desmentidas por Pablo Iglesias y por la propia entidad en nota oficial, fueron consideradas veraces por un juzgado español pese a la baja calidad documental de los documentos aportados. gracias a la declaración del excomisario de la policía nacional, Eugenio Pino, que confirmó su origen policial. 
La relación que la dirección adjunta operativa de la Policía Nacional española intentó establecer a través de los comisarios José Ángel Fuentes Gago y José Manuel Villarejo y los periodistas Eduardo Inda y Esteban Urreiztieta, entre los fundadores de Podemos y el Gobierno de Venezuela mucho tiempo antes de la existencia de Podemos, al menos desde 2008 cuando supuestamente el gobierno bolivariano ingresó siete millones de dólares al Centro de Estudios Políticos y Sociales con intención de extender el movimiento bolivariano forman parte de la Comisión de Investigación en el Congreso sobre el uso partidista del Ministerio del Interior en el que presuntamente se fabricaron informaciones falsas para perjudicar a partidos de la oposición en una trama de la que el periodista Eduardo Inda habría formado parte. Los políticos del Partido Popular al que pertenecía el entonces ministro del Interior Jorge Fernández Díaz fueron, a través de sus declaraciones, amplificadas mediante una trama de internautas a sueldo, según desveló la denominada como Operación Púnica, los máximos beneficiarios de este intento de relacionar a Podemos con el Gobierno de Venezuela.
Lejos aún de esta polémica, para continuar adelante con el proyecto y presentarse a las elecciones europeas de mayo de ese año, los impulsores se impusieron tres condiciones: que recibieran el apoyo de al menos cuenta mil personas en la web de la formación; que tanto las candidaturas como el programa político del proyecto se confeccionasen mediante participación abierta; y que se buscase la unidad con otros partidos y movimientos de izquierda, como Izquierda Unida, la CUP, Partido X, el Sindicato Andaluz de Trabajadores (SAT), Anova o las mareas ciudadanas. Los promotores del proyecto declararon haber obtenido las firmas en menos de veinticuatro horas.

### Podemos como fuerza alternativa y de oposición (2014-2016)

#### Elecciones al Parlamento Europeo de mayo de 2014
Podemos presentó una candidatura a las elecciones al parlamento europeo elaborada a través de elecciones primarias abiertas, que fue la cuarta más votada, después del PP, el PSOE e Izquierda Unida, con el 7,98 % de los votos y cinco escaños.
Obtuvo sus mejores resultados, por encima del 10 %, en Asturias, Madrid, Canarias y Baleares y fue la tercera fuerza más votada en cinco comunidades autónomas, entre ellas Madrid. Obtuvo un número significativo de votos en toda España, con los peores resultados en Cataluña (aunque superó el 5 % de voto en Barcelona) y en Extremadura. Obtuvo más votos que Compromís en la Comunidad Valenciana y que el BNG en Galicia.
| Año elección | Partido | Parlamento europeo | Parlamento europeo | Parlamento europeo | Parlamento europeo |
| Año elección | Partido | n.º votos          | % voto             | n.º escaños        | +/–                |
| ------------ | ------- | ------------------ | ------------------ | ------------------ | ------------------ |
| 2014         | Podemos | 1 253 837          | 7,98 (4.º)         | 5/54               | Nuevo              |

##### Auge subsecuente
El hashtag Pablo Iglesias fue trending topic número uno en la red social Twitter el día después de las elecciones y el portavoz de la formación apareció en las portadas de algunos de los principales periódicos españoles. Desde antes de las elecciones, ya era la primera fuerza política en las redes sociales, pero pasó de cien mil a seiscientos mil apoyos en Facebook entre mayo y julio de 2014.
El sondeo trimestral del Centro de Investigaciones Sociológicas (CIS) realizado sobre julio de 2014 (dos meses después de las elecciones) dejaba a Podemos como la segunda fuerza política en intención directa de voto, superando al PSOE, pero quedándose a 0,9 puntos del PP. A finales de julio Podemos empezó a permitir la inscripción como miembros del partido, con 32 000 personas registrándose en las primeras cuarenta y ocho horas, a través del sitio web de Podemos, de forma gratuita y sin pagar una cuota periódica. A los veinte días, Podemos ya contaba con casi cien mil inscritos (no pagan cuota), convirtiéndolo en el tercer partido español por número de miembros, por delante de IU, UPyD, CiU y el PNV.
En agosto de 2014, Podemos ya reunía 442 000 apoyos más en Facebook que la suma de todos los «me gusta» del resto de los partidos, alcanzando los 708 763, con más de 2,6 millones de visualizaciones de vídeos en su canal de YouTube. La encuesta de Metroscopia correspondiente a ese mes dio un 10,7 % de intención de voto a Podemos.

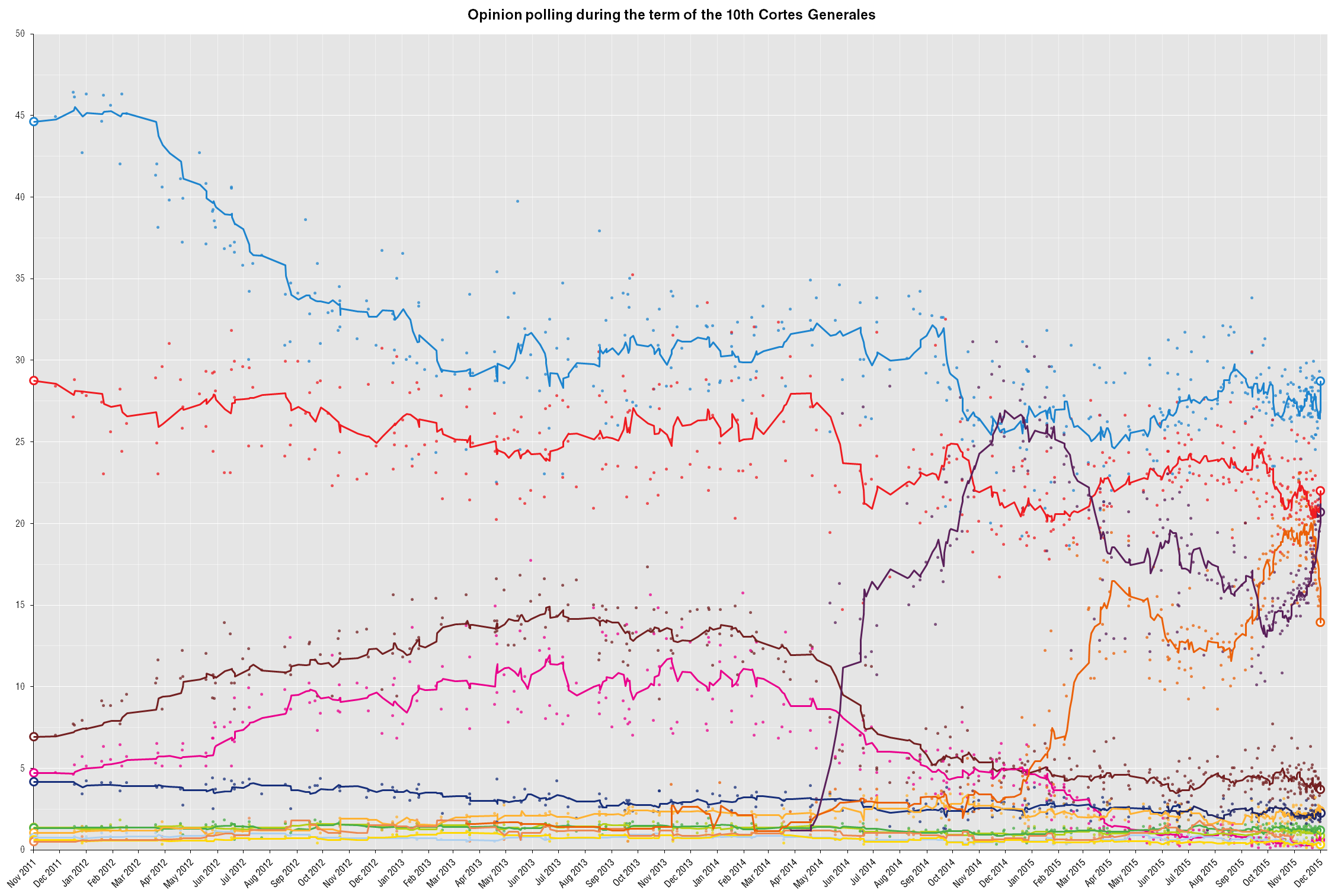
Gráfico de sondeos sobre intención de voto. La línea morada representa Podemos, la azul el PP, la roja el PSOE y la naranja Ciudadanos.

En septiembre de 2014, la entrevista de Pablo Iglesias en Viajando con Chester tuvo casi tres millones de espectadores, siendo el programa más visto en su franja de emisión con un 14,5 % de la cuota de pantalla.
En octubre de 2014, el barómetro de Metroscopia le dio un 13,8 % en intención directa de voto, superando al Partido Popular. La aparición de Pablo Iglesias en La Sexta noche (en la que fue entrevistado) elevó la audiencia del programa al 16,2 %, siendo su máximo histórico. La entrevista de Pablo Iglesias en Salvados también hizo al programa batir su récord histórico de audiencia, con un 23,8 % y cinco millones de espectadores. En los últimos días de octubre, Podemos ya contaba con más de doscientos mil miembros.
En noviembre de 2014 se publicaron dos encuestas correspondientes al mes anterior que situaron a Podemos como la primera fuerza política de España en intención directa de voto: La de Metroscopia del 2 de noviembre dio a Podemos el 22,2 % de la intención directa de voto, comparado con el 13,1 % del PSOE y el 10,4 % del PP, mientras que tres días después el barómetro del CIS dio a Podemos un 17,6 %, al PSOE un 14,3 % y al PP un 11,7 %. Ambas encuestas difirieron, sin embargo, en su estimación del voto: en la de Metroscopia, Podemos apareció como vencedor en el caso de unas elecciones generales en España con un 27,7 % de los votos en comparación al 26,2 % del PSOE y 20,7 % del PP, mientras en la del CIS quedaba en tercera posición, con un 22,5 % por detrás del PP con un 27,5 % y el PSOE con un 23,9 %.

#### Elecciones autonómicas y municipales de 2015

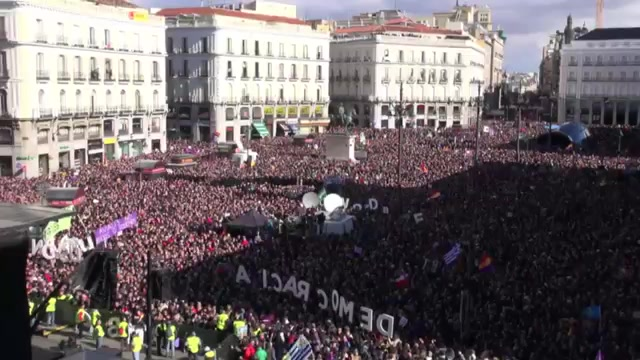
Puerta del Sol durante la Marcha del cambio

Tras la aprobación en la Asamblea Ciudadana de no presentarse con el nombre de Podemos en las elecciones municipales de mayo de 2015, sino mediante la inclusión en su caso de sus círculos locales en las candidaturas ciudadanas creadas por plataformas ciudadanas y agrupaciones de electores, el partido se concentró sobre todo en intentar ganar las generales de finales de 2015.
También redujo la presencia en los medios de sus líderes más reconocidos, como Errejón o Iglesias, hasta entonces habituales de programas televisivos, para evitar su sobreexposición. Llamaron la atención, sin embargo, con la presentación el 27 de noviembre del documento marco de su programa económico y con una multitudinaria manifestación en Madrid el 31 de enero de 2015 a la que denominaron Marcha del Cambio.
El barómetro del CIS de este último mes colocaba al partido como segunda fuerza en estimación de voto, quedándose por detrás del PP y por encima del PSOE. A partir de entonces, Podemos empezó a retroceder en las encuestas desde sus máximos de diciembre, y en marzo obtuvo sus primeros resultados en unas elecciones autonómicas, las andaluzas, cuya campaña había financiado con microcréditos:
| Fecha de celebración | Ámbito                  | Candidato        | Votos   | % de votos; | Escaños | Posición |
| -------------------- | ----------------------- | ---------------- | ------- | ----------- | ------- | -------- |
| 22 de marzo          | Parlamento de Andalucía | Teresa Rodríguez | 590 011 | 14,84       | 15/109  | 3.ª      |

De cara a las siguientes elecciones autonómicas, lanzó una campaña de micromecenazgo para conseguir dinero con el que sufragar sus propias encuestas.
 Sus líderes, por otra parte, empezaron a criticar al emergente Ciudadanos – Partido de la Ciudadanía, al tiempo que imitaban su estrategia de dividir la presentación de su programa electoral en varios días. El 30 de abril Monedero había dimitido de la dirección del partido. Sus resultados (contabilizándose un total de 1 796 930 sufragios en las trece comunidades donde se celebraron elecciones, que la convirtieron en la tercera fuerza política más votada en estos comicios) fueron los siguientes:
| Fecha de celebración | Ámbito                                   | Candidato            | Votos   | % de votos | Escaños     | Posición |
| -------------------- | ---------------------------------------- | -------------------- | ------- | ---------- | ----------- | -------- |
| 24 de mayo           | Cortes de Aragón                         | Pablo Echenique      | 135 554 | 20,51      | 14 (de 67)  | 3.ª      |
| 24 de mayo           | Junta General del Principado de Asturias | Emilio León          | 102 178 | 19,02      | 9 (de 45)   | 3.ª      |
| 24 de mayo           | Parlamento de las Islas Baleares         | Alberto Jarabo       | 62 868  | 14,69      | 10 (de 59)  | 3.ª      |
| 24 de mayo           | Parlamento de Canarias                   | Noemí Santana        | 132 159 | 14,53      | 7 (de 60)   | 4.ª      |
| 24 de mayo           | Parlamento de Cantabria                  | José Ramón Blanco    | 28 272  | 8,83       | 3 (de 35)   | 4.ª      |
| 24 de mayo           | Cortes de Castilla-La Mancha             | José García Molina   | 106 565 | 9,73       | 2 (de 33)   | 3.ª      |
| 24 de mayo           | Cortes de Castilla y León                | Juan Pablo Fernández | 163 637 | 12,10      | 10 (de 84)  | 3.ª      |
| 24 de mayo           | Asamblea de Extremadura                  | Álvaro Jaén Barbado  | 50 873  | 7,99       | 6 (de 65)   | 3.ª      |
| 24 de mayo           | Asamblea de Madrid                       | José Manuel López    | 587 949 | 18,59      | 27 (de 129) | 3.ª      |
| 24 de mayo           | Asamblea Regional de Murcia              | Oscar Urralburu Arza | 83 133  | 13,15      | 6 (de 45)   | 3.ª      |
| 24 de mayo           | Parlamento de Navarra                    | Laura Pérez Ruano    | 45 848  | 13,71      | 7 (de 50)   | 4.ª      |
| 24 de mayo           | Parlamento de La Rioja                   | German Cantabrana    | 18 298  | 11,22      | 4 (de 33)   | 3.ª      |
| 24 de mayo           | Cortes Valencianas                       | Antonio Montiel      | 279 596 | 11,23      | 13 (de 99)  | 5.ª      |

Tras un periodo de negociaciones entre la dirección de Podemos en el País Vasco y la cúpula nacional, la formación pudo presentarse con su marca a las elecciones a las Juntas Generales de los tres territorios históricos vascos que se celebraron el mismo día que las municipales. La dirección nacional pretendía presentar las candidaturas bajo otra denominación al igual que para las elecciones municipales, pero finalmente esta cedió y concurrieron bajo el nombre de Podemos, eso sí, sin concretar candidato a Diputado General. Los resultados en las elecciones fueron los siguientes:
| Fecha de celebración | Ámbito                        | Candidato     | Votos  | % de votos | Escaños   | Posición |
| -------------------- | ----------------------------- | ------------- | ------ | ---------- | --------- | -------- |
| 24 de mayo           | Juntas Generales de Álava     | Sin concretar | 23 393 | 14,56      | 8 (de 51) | 4.ª      |
| 24 de mayo           | Juntas Generales de Guipúzcoa | Sin concretar | 43 126 | 12,05      | 6 (de 51) | 4.ª      |
| 24 de mayo           | Juntas Generales de Vizcaya   | Sin concretar | 82 107 | 14,53      | 6 (de 51) | 4.ª      |

El 27 de septiembre de 2015 se celebraron elecciones al Parlamento de Cataluña, Podemos se presentó junto a ICV-EUiA y Equo en la candidatura Catalunya Sí que es Pot. La candidatura obtuvo once diputados, de los que cuatro pertenecen a Podemos.
| Fecha de celebración | Ámbito                 | Candidato    | Votos   | % de votos | Escaños    | Posición |
| -------------------- | ---------------------- | ------------ | ------- | ---------- | ---------- | -------- |
| 27 de septiembre     | Parlamento de Cataluña | Lluís Rabell | 366 494 | 8,94       | 4 (de 135) | 4.ª      |

#### Elecciones generales de diciembre de 2015

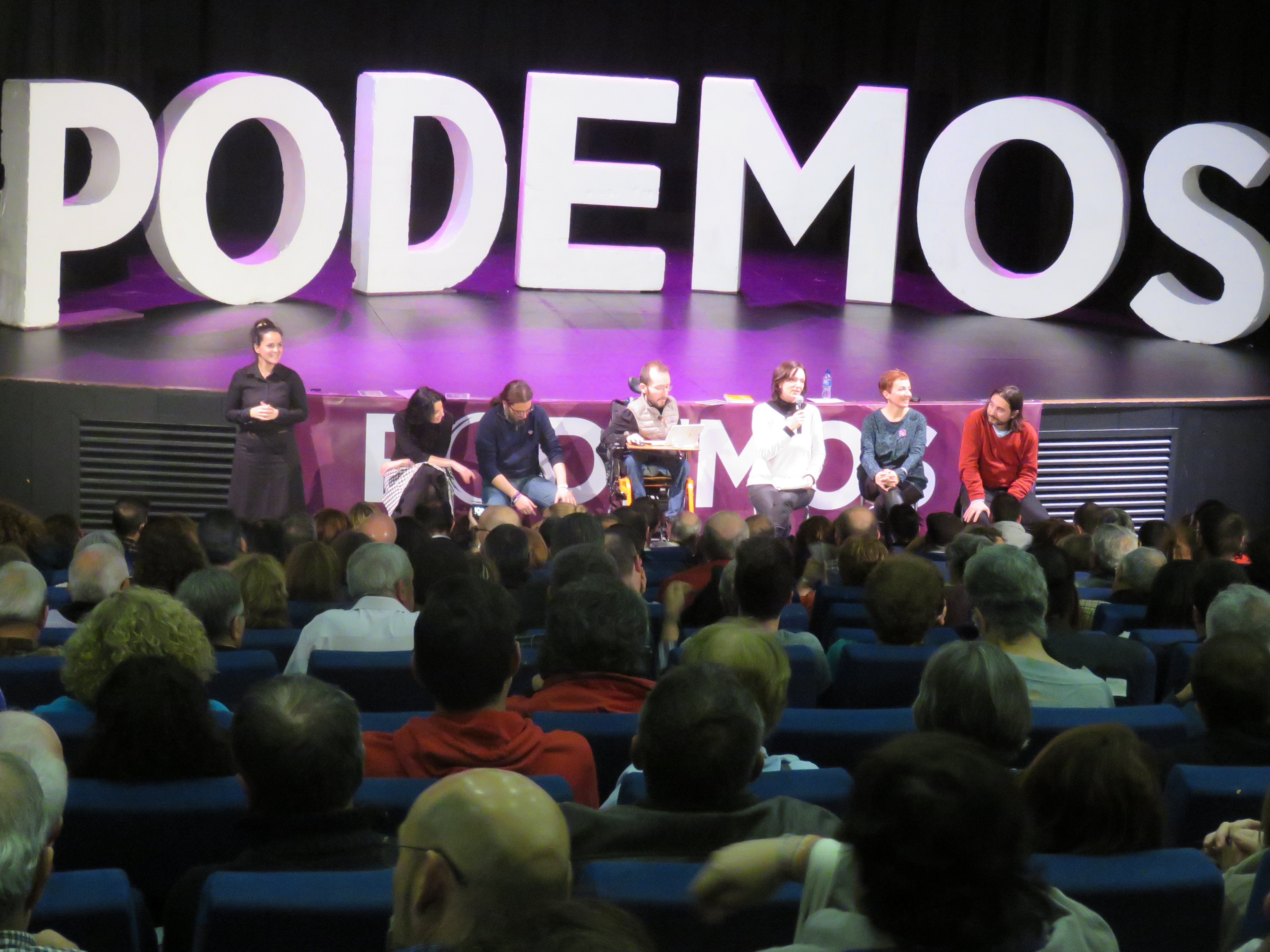
Acto de campaña en San Fernando de Henares (Madrid)

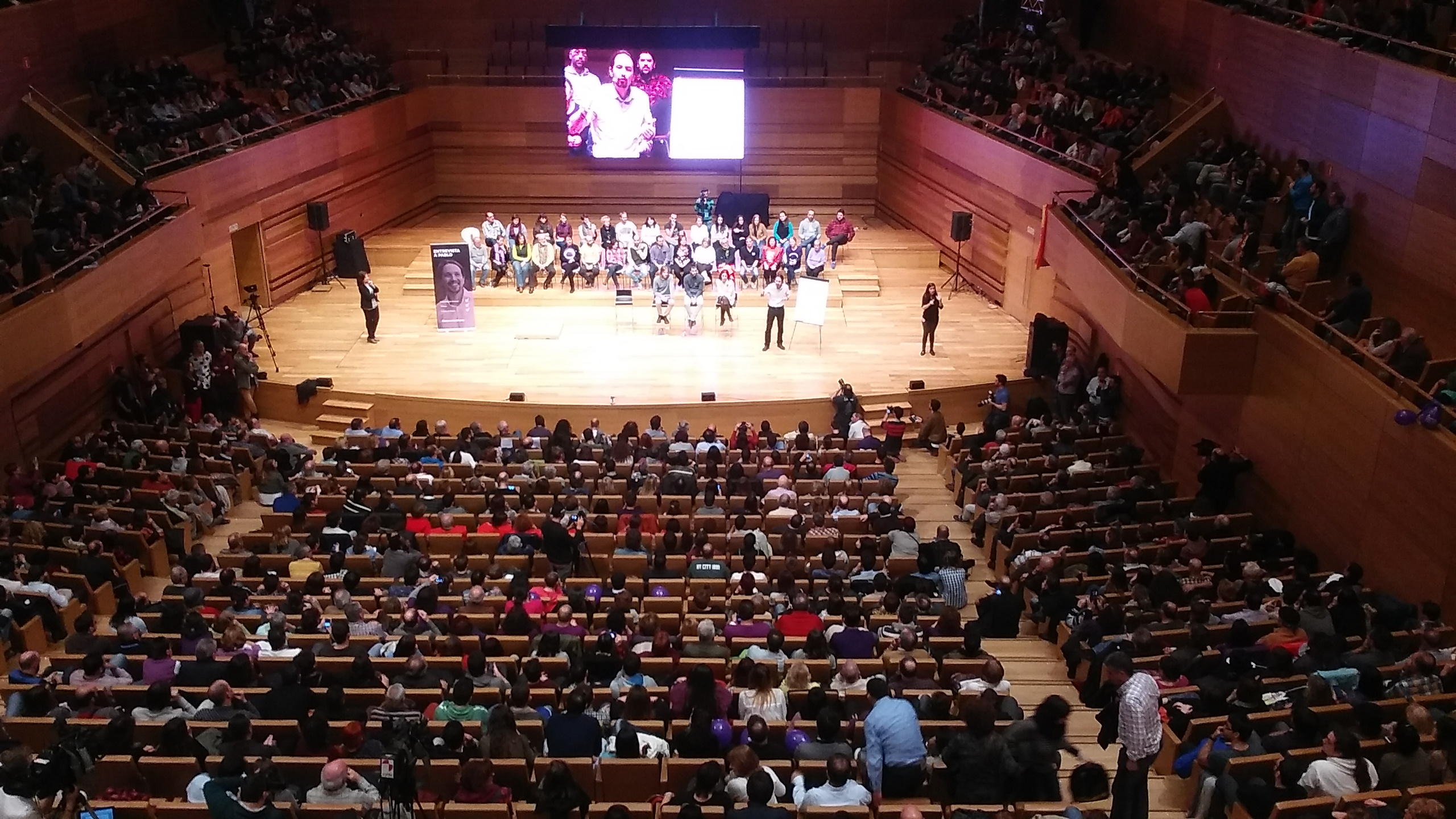
Mitin de Pablo Iglesias en el Auditorio Miguel Delibes (16 de diciembre de 2015, Valladolid)

Tras el desplome de Izquierda Unida (IU) en las elecciones autonómicas, su líder, Alberto Garzón, se reunió con Pablo Iglesias para ofrecerle un acuerdo electoral de cara a las elecciones generales. A pesar de la sintonía existente entre ambos líderes y de la plataforma creada para facilitar la confluencia, Ahora en Común, Iglesias rechazó cualquier alianza entre Podemos e IU, aunque no con el propio Garzón. A finales de julio de 2015, Podemos decidió mediante referéndum que toda alianza con otras formaciones debería preservar el nombre del partido y ser ratificada mediante primarias en cada una de las circunscripciones en las que se presentaran. Esta decisión permitió la creación de coaliciones entre Podemos y otras fuerzas políticas, con posibilidad de crear grupo parlamentario propio, en tres comunidades autónomas: Compromís-Podemos-És el Moment en la Comunidad Valenciana; En Marea en Galicia; y En Comú Podem en Cataluña. Los resultados de la formación, sin contar los obtenidos por las distintas coaliciones en Galicia, Comunidad Valenciana y Cataluña, fueron los siguientes:
| Fecha de celebración | Ámbito                    | Candidato      | Votos      | % de votos | Escaños     | Posición |
| -------------------- | ------------------------- | -------------- | ---------- | ---------- | ----------- | -------- |
| 20 de diciembre      | Congreso de los Diputados | Pablo Iglesias | 3 182 082  | 12,67      | 42 (de 350) | 3.ª      |
| 20 de diciembre      | Senado                    | -              | 7 447 838a | 11,27      | 9 (de 208)  | 3.ª      |

a Los votos hacen referencia al número de X marcadas a candidatos de Podemos
Contando las distintas formaciones de ámbito autonómico, Podemos obtuvo 69 diputados en la efímera XI legislatura.

### Consolidación y acercamiento al PSOE (2016-2019)

#### Elecciones generales de junio de 2016: Origen de Unidos Podemos
El partido realizó una consulta a sus bases el 10 y 11 de mayo para definir una posible alianza con Izquierda Unida de cara a las elecciones generales del 26 de junio de 2016. La coalición adoptó el nombre de Unidos Podemos y, junto a las coaliciones de ámbito autonómico, consiguió setenta y un diputados.
En junio de 2018, en plena XII legislatura, ocurrió una moción de censura por la cual Pedro Sánchez (PSOE) desbancó a Mariano Rajoy como presidente del Gobierno. En dicha moción de censura Sánchez obtuvo el apoyo de Unidos Podemos, que ya había presentado una fallida en junio de 2017.

#### Elecciones generales de abril de 2019
En las elecciones generales de abril de 2019 Unidas Podemos y coaliciones asociadas consiguieron 42 diputados. La coalición trabajó para formar un gobierno de coalición de izquierdas junto con el PSOE de Pedro Sánchez (presidente desde la moción de censura de 2018). Durante las negociaciones defendió un reparto proporcional del gobierno según los votos obtenidos por cada partido. Para facilitar la investidura, tuvo diversos gestos, como su renuncia a los «ministerios de Estado» en favor de las «carteras sociales» y en último término, la renuncia del secretario general de Podemos, Pablo Iglesias, a entrar en el gobierno. A pesar de ello, no se alcanzó un acuerdo y se convocaron nuevas elecciones para noviembre de ese mismo año.

#### Elecciones generales de noviembre de 2019

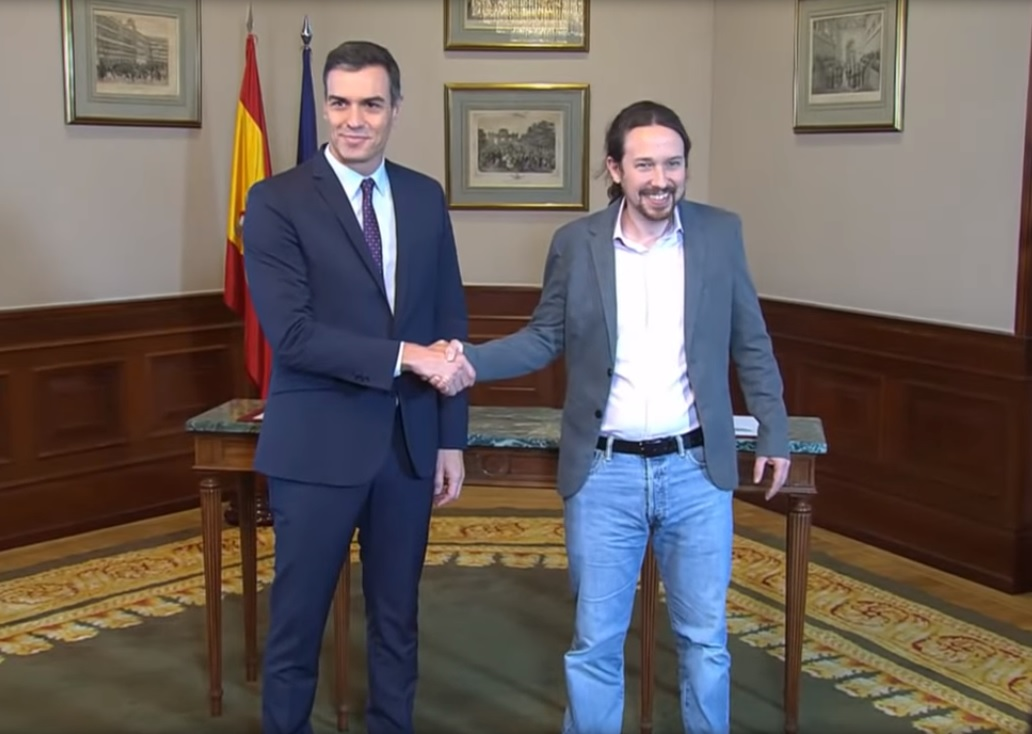
Pedro Sánchez y Pablo Iglesias en un encuentro formal con motivo de las negociaciones del pacto de coalición.

En las elecciones generales de noviembre de 2019 Unidas Podemos y coaliciones afines consiguen 35 diputados en la XIV legislatura (2019-2023), siete menos que en las elecciones del 28-A. La coalición electoral y el PSOE volvieron a tomar negociaciones ante la creciente subida de partidos como VOX y la imposibilidad del partido socialista a alcanzar la mayoría absoluta dentro del Congreso de los Diputados.

### Podemos en el Gobierno de España (2020-2023)

#### Formación del gobierno de coalición en enero de 2020
Tras una serie de negociaciones, Unidas Podemos y PSOE pactan un acuerdo para formar gobierno, en el cual se crearían nuevos ministerios que serían ocupados, junto con los ministerios de la anterior candidatura, tanto por miembros de Unidas Podemos como del PSOE. De este modo, en el Segundo Gobierno del presidente Pedro Sánchez (formado en enero de 2020) existen dos ministerios otorgados a Podemos: Igualdad (Irene Montero) y Derechos Sociales y Agenda 2030 (Pablo Iglesias/Ione Belarra), además de que Pablo Iglesias ocuparía la vicepresidencia segunda del gobierno.

#### Salida de Pablo Iglesias en 2021
En marzo de 2021 Pablo Iglesias abandona sus cargos en el Gobierno para ser el candidato de Podemos en las elecciones autonómicas de la Comunidad de Madrid de 2021. El puesto de la vicepresidencia que éste ocupaba le fue dado a Yolanda Díaz, ministra de Trabajo, y su ministerio a Ione Belarra.
En las elecciones anticipadas de la Comunidad de Madrid del 4 de mayo de 2021 Pablo Iglesias buscó una coalición de izquierdas junto con Más Madrid y PSOE, aunque la coalición no se llegó a dar. En dichas elecciones Unidas Podemos pasó de 7 a 10 diputados de un total de 135 de la Asamblea de Madrid. Pablo Iglesias no vio los resultados cómo satisfactorios por lo que días más tarde anuncia que abandona la política activa.
En junio de 2021 Ione Belarra se convierte en la secretaria general de Podemos, la segunda persona en ocupar el cargo, tras suceder a Pablo Iglesias. Ione Belarra se convierte junto a Irene Montero en la cara visible de Podemos, teniendo que hacerle frente al creciente ascenso de la plataforma de Yolanda Díaz: Sumar.

#### Elecciones municipales y autonómicas de 2023
En las elecciones municipales y autonómicas del 28 de mayo de 2023 Podemos presentó un notable descenso electoral. De cuarenta y siete diputados en parlamentos autonómicos, pasó a catorce, y se quedó sin la posibilidad de entrar en ningún gobierno autonómico. Podemos no logró representación en la Asamblea de Madrid, en las Cortes Valencianas y en el Parlamento de Canarias. A nivel municipal los resultados fueron similares, saliendo de varios ayuntamientos.

#### Elecciones generales de 2023: Integración en Sumar

Logo de la papeleta electoral de Sumar, coalición en la cual Podemos formó parte.

Tras sufrir un retroceso electoral considerable en las elecciones municipales y autonómicas del 28 de mayo de 2023, Podemos aceptó concurrir en las elecciones generales del 23 de julio de 2023 en la coalición electoral Sumar, la cual estuvo integrada por otras diecinueve formaciones políticas, como Movimiento Sumar o Izquierda Unida. Podemos tendría un papel destacado en las listas electorales de Sumar, ocupando varios primeros puestos y el 20 % de los puestos de salida (más que ninguna otra formación dentro de la coalición), aunque perdiendo parte de su independencia política y relevancia previa, y renunciando a figuras del partido como Irene Montero y Pablo Echenique.A cambio, Podemos se aseguró la financiación, accediendo al 23% de los recursos económicos de la coalición, siendo también la fuerza con mayor porcentaje de recursos dentro del acuerdo. 
En las elecciones generales del 23-J Sumar obtuvo treinta y un diputados de trescientos cincuenta en el Congreso de los Diputados, de los cuales cinco pertenecieron a Podemos (dieciocho menos de los que obtuvo dentro de la coalición Unidas Podemos en 2019). En las semanas posteriores a las elecciones, Podemos fue crítico con la coalición electoral y con Yolanda Díaz, exigiendo autonomía política y revalorizando la figura de Irene Montero por su trabajo en el Ministerio de Igualdad. 

### Podemos fuera del Gobierno de España (2023-Actualidad)

#### Ruptura con Sumar
En las negociaciones para la constitución de un gobierno de coalición entre PSOE y Sumar tras las elecciones generales de España de 2023, Podemos rechazó cualquier propuesta que no incluyera a Irene Montero en el Ministerio de Igualdad, rechazando que Nacho Álvarez dirigiera el Ministerio de Derechos Sociales, Consumo y Agenda 2030, tal y como proponía Sumar. En consecuencia, Podemos quedó fuera del nuevo Consejo de Ministros.El Ministerio de Igualdad que lideró Irene Montero regresó al PSOE, mientras que el Ministerio de Derechos Sociales y Agenda 2030 liderado por Ione Belarra se fusionó con el de Consumo (liderado hasta entonces por Alberto Garzón, de IU), pasando a ser dirigido por Pablo Bustinduy, fundador de Podemos y ahora miembro de Sumar. A su vez, algunas competencias de este último ministerio pasan al recién creado Ministerio de Juventud e Infancia, en manos de Sira Rego, de IU. El resto de carteras bajo la gestión de Sumar pasarían a ser Sanidad (Mónica García, de Más Madrid) y Cultura (Ernest Urtasun, de Catalunya en Comú), además de la Vicepresidencia Segunda del Gobierno y el Ministerio de Trabajo y Economía Social, en manos de Yolanda Díaz.  
Tras estos hechos la formación proclamó que se abría una nueva etapa en la que buscarían «autonomía política y parlamentaria, con los votos de sus escaños y su voz propia», según afirmó Ione Belarra. Finalmente, el 5 de diciembre de 2023 Podemos abandonó el grupo parlamentario en el Congreso de los Diputados de Sumar, pasando a estar incorporado en el grupo mixto.
El 26 de enero de 2024 el partido perdió un escaño en el Congreso de los Diputados al renunciar Lilith Verstrynge al acta de diputada, ocupando su lugar Candela López Tagliafico, de Catalunya en Comú, quien era la siguiente candidata en la lista electoral por Barcelona de Sumar (coalición).
Si bien el objetivo del partido era fijarse en las elecciones europeas de junio de 2024, también concurrió de manera paralela a Sumar en las elecciones autonómicas de Galicia (donde consiguió el 0,29 % de los votos) y País Vasco (donde logró el 2,25 %). En ninguno de los dos comicios consiguió representación.Decidió no presentarse a las elecciones catalanas de mayo.
En las europeas de junio de 2024 el partido presentó a Irene Montero como cabeza de lista, con posterior ratificación de la militancia. En dichas elecciones, la formación, que se presentó en solitario, logró obtener el 3.28 % de los votos y dos eurodiputadas de 61: Irene Montero e Isa Serra. Las elecciones se interpretaron como un pulso entre Sumar y Podemos. Fue notorio el hecho de que Podemos fue superado en votos por la candidatura de Alvise Pérez Se Acabó la Fiesta.

## Asambleas Ciudadanas

### I Asamblea Ciudadana de Podemos (2014)
Los días 12 y 13 de junio se eligió en votación telemática al equipo de 25 personas que prepararía la asamblea de otoño, no sin discusión sobre el procedimiento y los plazos de la votación. A esta votación concurrieron dos listas, una encabezada por Pablo Iglesias, y otra promovida por el círculo de Enfermería. El proceso electoral, en el que votaron según los organizadores unas cincuenta y cinco mil personas, dio como ganadora a la primera de dichas listas, con el 86,8 % de los votos.
Finalmente, del 15 de septiembre al 15 de noviembre tuvo lugar la Asamblea ciudadana Sí se puede. Considerada como la asamblea constituyente del partido, tuvo tres fechas clave:
- Los días 18 y 19 de octubre, en los que se discutieron y se votaron los principios éticos y organizativos de la formación.

Los documentos ético, político y organizativo propuestos por el círculo «Claro que Podemos», que incluía a Luis Alegre, Carolina Bescansa, Íñigo Errejón, Pablo Iglesias y Juan Carlos Monedero obtuvieron tras una semana de votaciones telemáticas, en las que participaron 112 070 votantes, un 80,71 % de los votos emitidos, con una abstención en torno al 40 %, superando así en cuestión organizativa al documento del círculo «Sumando Podemos» (12,37 % de los votos) promovido por los eurodiputados Pablo Echenique, Teresa Rodríguez y Lola Sánchez. y a la propuesta organizativa Democracia Directa e Inteligencia Colectiva presentada por Tomás Corbalán y Antonio Muñoz Ballesta.
- Los días 8 y 9 de noviembre, en los que se produjo el debate entre los candidatos para ocupar los órganos de representación estatal; y

- El 15 de noviembre, día de la clausura de la Asamblea, en el que se dieron a conocer los nombres de las personas más votadas.[188] Pablo Iglesias fue elegido secretario general con el 88,7 % de los 107 488 votos emitidos, y una abstención del 57,3 % del total de 251 998 inscritos.[51]

### II Asamblea Ciudadana de Podemos (2017)
El 11 y 12 de febrero de 2017, tiene lugar la segunda asamblea estatal de Podemos, apodada Vistalegre 2, a la que se presentaron cinco candidaturas para el Consejo Ciudadano Estatal y la Secretaría General Estatal del partido.

### III Asamblea Ciudadana de Podemos (2020)
La tercera asamblea ciudadana de Podemos se convocó para el día 21 de marzo de 2020, pero debido a las medidas de contención del COVID-19 finalmente se decidió suspender el encuentro presencial. Sin embargo, el proceso siguió adelante de forma telemática. El resultado revalidó a Pablo Iglesias como líder del partido y dio la victoria a su lista «Un Podemos contigo» para el Consejo Ciudadano Estatal.

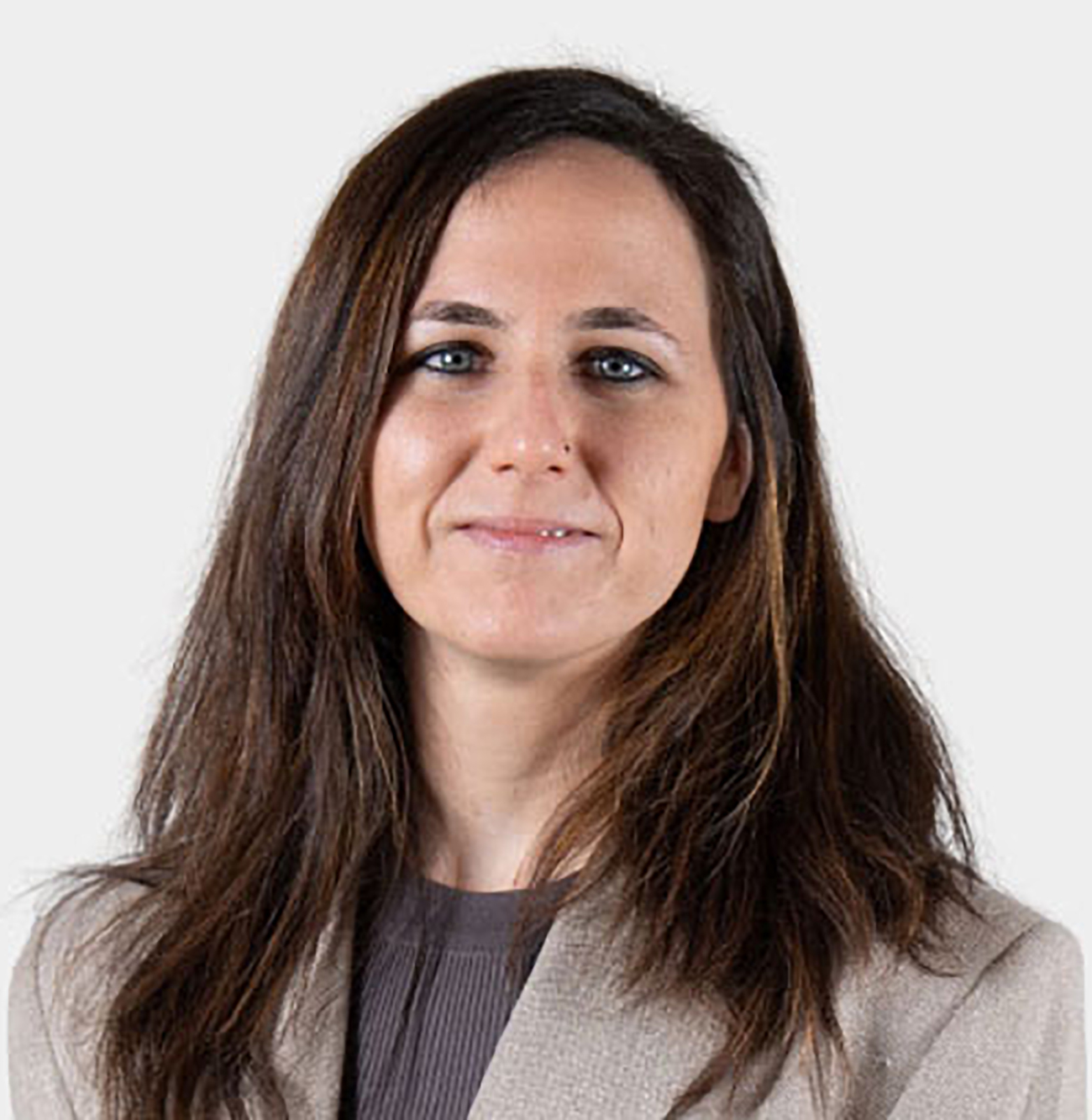
Ione Belarra, secretaria general de Podemos y exministra

### IV Asamblea Ciudadana de Podemos (2021)
La cuarta asamblea ciudadana de Podemos se convocó el día 12 de junio de 2021, motivada por la salida de su secretario general, Pablo Iglesias. Los resultados establecieron a Ione Belarra como la nueva secretaria general del partido.

## Situación en el espectro político e ideología

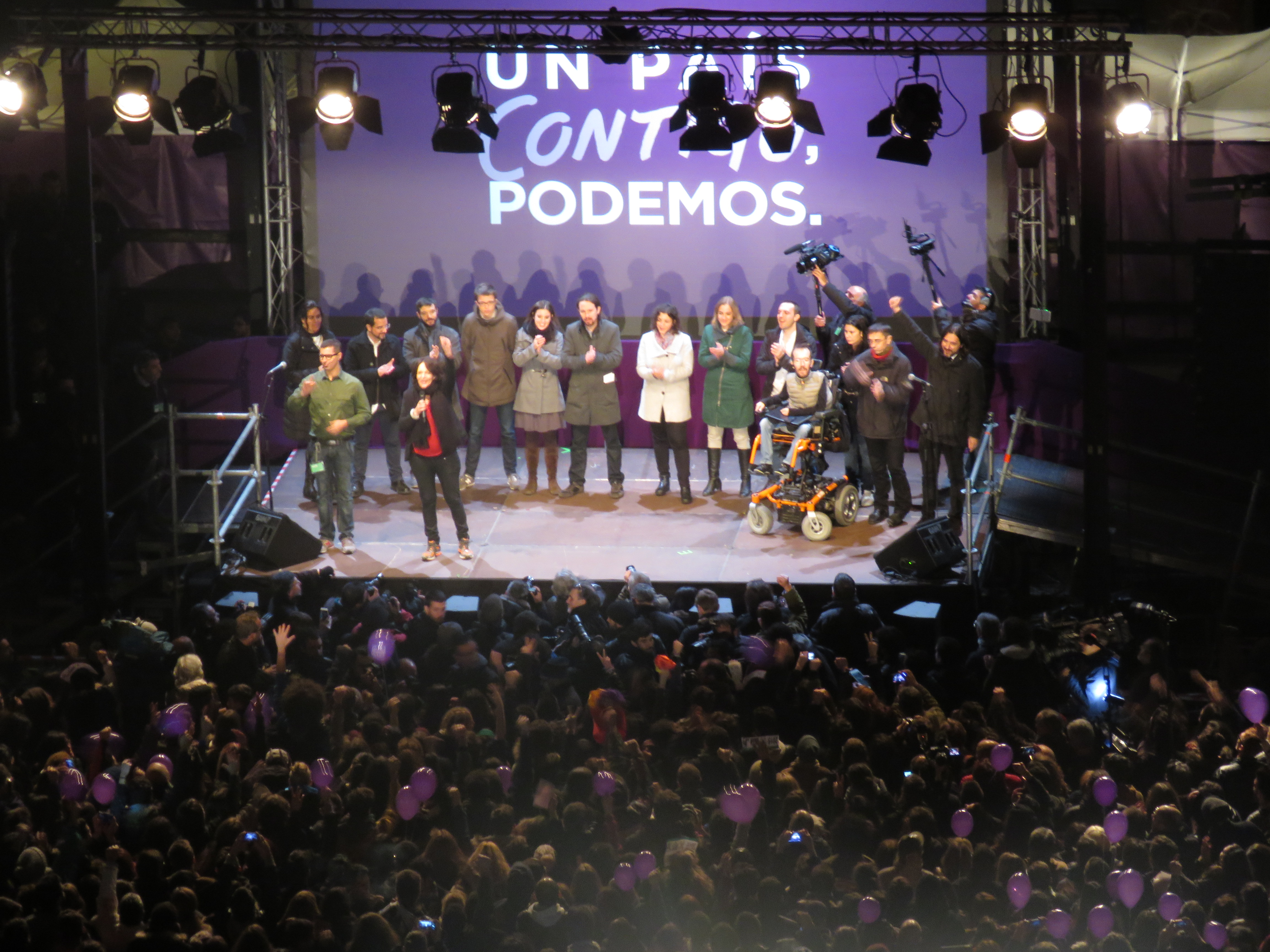
Recibimiento tras conocerse el resultado electoral el 20 de diciembre en la plaza del Reina Sofía

El partido rechaza los análisis externos que ubican a la formación dentro de una determinada adscripción ideológica, en palabras de Pablo Iglesias «La clave no es un eje derecha-izquierda, sino democracia-dictadura». Asimismo, debido a la reciente irrupción de la formación, aún no existen —desde una perspectiva académica— análisis rigurosos que aborden con profundidad la ideología de Podemos, por lo que las fuentes al respecto son artículos de opinión provenientes de analistas especializados. Como ejemplo, el analista político Antoni Gutiérrez-Rubí, expone que:

La mayoría de los análisis, por precipitados y simplificadores, han centrado la explicación al tsunami Podemos en el efecto TV. La urgencia por clasificar y etiquetar impide una reflexión serena y profunda.

Sin embargo, diversos medios lo han situado en la posición ideológica de izquierda a extrema izquierda.

### Rasgos ideológicos
La irrupción del partido Podemos y sus buenos resultados en las elecciones europeas de 2014 llevaron a analistas políticos y medios de comunicación a tratar de comprender y definir las que serían señas de identidad ideológica del nuevo partido. En este sentido, Santos Juliá, catedrático de Historia Social y del Pensamiento Político en la UNED, afirmó que las ideas transmitidas por los líderes de Podemos podían concretarse en «la lucha por la hegemonía, de Gramsci; la razón y la mística del populismo, de Laclau; algo de Lenin y mucho de Carl Schmitt».
El igualitarismo o la defensa de la igualdad de oportunidades y del reparto de la riqueza como forma de atajar las graves desigualdades sociales derivadas del capitalismo y de la crisis económica, así como la socialdemocracia, la democracia participativa o el republicanismo, han sido otros rasgos de la ideología del partido destacados por los analistas políticos. También la firme determinación de atender a demandas «compartidas ampliamente por la ciudadanía [como] la restitución del decoro ético y social del Estado a través de un paquete de reformas legislativas, constitucionales, que reprima los desmanes y omisiones de partidos e instituciones y fuerce un cambio en el funcionamiento ordinario del poder político», contrastando con «demandas maximalistas (de muy fantasioso cumplimiento)», en expresión del ensayista y escritor Jordi Gracia García publicada en el diario El País. Por razones semejantes, el igualitarismo defendido por el partido, ha sido calificado como utópico por Salvador Aragonés, quien encontraba sus raíces «en Marx y Lenin y un populismo imitando a la Venezuela de Chaves [sic] y al peronismo argentino», para concluir que podría terminar en una «dictadura cerrada» al primar la igualdad sobre la libertad.
Alexandros Kioupkiolis lo adscribe a los populismos inclusivos de izquierdas, surgido en reacción a un cierre posdemocrático de las democracias liberales, con características que comparten con otros casos de populismo como el antielitismo, dando cuenta también de la existencia de tendencias centralizadoras, verticales y personalistas en la organización, en tensión con las tendencias de participación directa horizontal. Destaca asimismo como característica singular de Podemos una inédita aplicación autorreferencial en su discurso de la teoría del populismo.
El líder de Podemos, Pablo Iglesias, hizo suya la etiqueta de socialdemócrata en un acto organizado por el Círculo de Economía en 2016.

#### Controversia sobre populismo
Para Antonio Elorza, catedrático de Ciencias políticas de la Universidad Complutense de Madrid, Podemos daría «prioridad a necesidades bien reales (desahucios, pensiones, corrupción)», pero prescindiendo de una estimación de sus costes y con «mentalidad chavista» disuelta en el extenso programa del partido, por lo que «es justa la calificación de populismo». En el mismo sentido, se expresa José Ramón Montero, catedrático de Ciencia Política en la Universidad Autónoma de Madrid, quien opina sobre Podemos que «combinan en mayores o menores dosis recetas extraordinariamente simplificadas de neopopulismo, antieuropeísmo, antipartidismo y antisistema, así como un izquierdismo maximalista aplicado sin muchos matices a todas las causas, todos los líderes, todos los países». El director del Departamento de Sociología y Ciencia Política de la Universidad de La Coruña, Santiago Míguez, los profesores de Economía José Ignacio Conde-Ruiz y Juan Rubio-Ramírez, o Mauricio Rojas, profesor adjunto de Historia Económica en la Universidad de Lund, mencionan como componentes populistas del partido el fuerte liderazgo, con rasgos mesiánicos y contrario al establishment, y un programa atractivo para «la gran masa de descontentos», que de ejecutarse podría comportar más inconvenientes que beneficios.
En sentido contrario, José Luis Villacañas, catedrático de Filosofía en la Complutense, señaló en un artículo publicado en El Confidencial que Podemos no parece una mera formación populista «porque ha dado señales claras de querer ser también una organización de oferta, y no un grupo que sólo parasita y recoge las demandas populares» y añade que su apuesta teórica no se identifica con un líder, sino con la formación de un colectivo. La aceptación por parte de Podemos del sistema representativo y de participación, a diferencia de los populismos de izquierdas, construidos en torno a la personalidad de un líder carismático so pretexto de combatir a las oligarquías, junto con su renuncia a representar a la totalidad de la sociedad, para dirigir su discurso a un determinado sector del espectro social, alejarían al partido de los populismos latinoamericanos y del modelo venezolano, según Norbert Bilbeny, catedrático de Ética en la Universidad de Barcelona, y Àngel Casals, profesor de Historia Moderna en la misma universidad. Juan Carlos Cuevas, profesor de la Complutense, e Ignacio Sánchez-Cuenca, director del Instituto Carlos III-Juan March y profesor de Ciencia Política de la Universidad Carlos III, entre otros analistas, rechazan la utilización del término populismo en relación con Podemos, por entender que se trata de «un recurso manido y perezoso ante cualquier propuesta que amenace el statu quo», como ocurriría con las novedosas respuestas de Podemos a las demandas ciudadanas.
Desde el propio partido, Ariel Jerez, profesor de Ciencia Política en la Universidad Complutense, lamentó que el término «populismo» tenga una carga negativa que atribuyó a la acción de los grandes medios de comunicación, y opinó que Podemos «tiene un componente populista autoasumido, incluso dentro de un debate», y que tal debate es un avance. En la misma línea, el jefe de campaña de Podemos, Íñigo Errejón, manifestó que «existen condiciones para que un discurso populista de izquierdas, que no se ubique en el reparto simbólico de posiciones del régimen, sino que busque crear otra dicotomía, articule una voluntad política nueva con posibilidad de ser mayoritaria».

### Catalogación en los medios de prensa
Podemos ha sido definido de diversas formas, según la línea editorial de diferentes medios de comunicación. El periódico digital Público mencionó antes de los comicios europeos que el partido constituía «un nuevo frente» en el panorama de la izquierda.
El partido también ha sido colocado en la izquierda política por las agencias de noticias Reuters y Associated Press; y como una formación de «extrema izquierda» en Financial Times y en el diario español ABC. En The Wall Street Journal se ha descrito como un partido de «izquierda» con una base política de extrema izquierda similar a la de Syriza, mientras que The Economist afirma que «España tiene su propio equivalente [Podemos] del partido griego de extrema izquierda, Syriza». El análisis de The New York Times define Podemos como un partido «anti-establishment, antiausteridad, profundamente juvenil y fundamentado en Internet». Tanto The Economist como The New York Times relacionan el éxito de Podemos con los indignados y el movimiento del 15-M. Para la BBC, se trataría de un partido «de izquierda y antiausteridad», así como populista.

### Grupo en el Parlamento europeo
Podemos se encuadra en el Grupo Confederal de la Izquierda Unitaria Europea-Izquierda Verde Nórdica, en la que se encuentra la Coalición de la Izquierda Radical (SYRIZA), partido griego liderado por Alexis Tsipras, quien ha mostrado su apoyo a Podemos, mientras que, por el contrario, el Partido Comunista de Grecia (KKE) ha criticado a Podemos por distanciarse del comunismo y estar al servicio del «sistema político burgués».
Los miembros de Podemos se han desmarcado a su vez de otros miembros del Grupo de la Izquierda Unitaria Europea. El 25 de noviembre de 2014, Pablo Iglesias y Pablo Echenique escucharon con atención e incluso jalearon el discurso del papa Francisco en la Eurocámara, mientras que los miembros de Izquierda Unida-Los Verdes: La Izquierda Plural, integrada por Izquierda Unida, Alternativa Galega de Esquerda e Iniciativa per Catalunya Verds, abandonaron el hemiciclo.

### Percepción popular
Según el barómetro de abril de 2015 del Centro de Investigaciones Sociológicas (CIS), en una escala donde el 1 es la izquierda y el 10, la derecha, los españoles ubican a Podemos en el 2,29, siendo el segundo partido del extremo izquierdo después de Amaiur. En el macrobarómetro del CIS previo a las elecciones generales de noviembre de 2019, los encuestados lo ubicaron en el 2,3, el segundo partido desde la izquierda después de Izquierda Unida.

## Programa
Podemos dio una pequeña definición de sí mismo en una publicación de Facebook:

A ojos de todos, está claro lo que es Podemos. Es una herramienta al servicio de la ciudadanía, que tiene el objetivo del protagonismo popular y de recuperar el déficit democrático que estamos viviendo. Y así lo hemos demostrado, creando una estructura abierta, viva y cambiante, es decir, DEMOCRÁTICA y CIUDADANA donde todo el mundo pueda participar.
Podemos, en su página de Facebook

Entre las principales propuestas del partido figuran la auditoría ciudadana de la deuda pública, el impago de la que se estime ilegítima y la reestructuración de la deuda restante, el establecimiento de una renta básica, la vinculación del sueldo máximo al salario mínimo interprofesional, la reducción laboral a treinta y cinco horas y la edad de jubilación a los sesenta años. Abogan por el derecho a decidir y los referendos vinculantes, por lo que pretenden suprimir el artículo constitucional sobre estabilidad presupuestaria, a la par que defienden auditar la deuda. Son partidarios de una reforma fiscal más progresiva, de nacionalizar empresas estratégicas y derogar la reforma laboral y el copago sanitario. Entre otras medidas, defienden el aborto, paralizar los desahucios, igualar los permisos de paternidad y maternidad, suprimir privilegios de la iglesia, la promoción de las energías renovables y el autoconsumo, así como el cierre de nucleares. Por lo que respecta a los partidos políticos, proponen acabar con el aforamiento, reducir las subvenciones y ampliar incompatibilidades entre políticos y empresas.
Algunas de estas propuestas y en particular las de carácter económico han sido matizadas o descartadas posteriormente en el borrador encargado por el partido a los economistas Vicenç Navarro y Juan Torres López, para su posterior debate en el Consejo Ciudadano. Así, en el citado documento llamado Un proyecto económico para la gente, presentado por el líder de la formación junto con sus autores el jueves 27 de noviembre de 2014, se abandona el concepto de renta básica universal, sustituido por un «sistema de renta mínima garantizada», y se retorna a la edad de jubilación a los 65 años.

### Análisis del programa económico
El economista y consultor internacional Martín Carretero, expone que muchas de las propuestas de Podemos son compartidas por respetables economistas (como la auditoría de la deuda propuesta por Kenneth Rogoff) y señala el impulso de la demanda mediante la redistribución de la renta como eje central del programa, que junto con el control público de ciertos sectores económicos, suponen medidas tradicionales de la socialdemocracia. Además, considera que la renta básica podría reducir la desigualdad (aunque de forma insuficiente para eliminar la pobreza), mientras que la reducción de la jornada laboral no conllevaría una notable creación de empleo. Respecto a la reestructuración de la deuda pública, se observan serias dificultades para su instrumentación, y también observa una falta de concreción respecto a la nacionalización de sectores estratégicos. No obstante, para la jubilación a los 60 años, atribuye un coste en pensiones que no parece exagerado, donde muchos puestos de trabajo podrían ser amortizados por las empresas. En definitiva, el estudio otorga al programa de Podemos una «viabilidad técnica moderada» frente a «resistencias políticas agudas».
Por su parte, los profesores de Economía José Ignacio Conde-Ruiz y Juan Rubio-Ramírez, también han analizado algunas propuestas. Consideran que rebajar la edad de jubilación «niega las dinámicas demográficas a las que nos enfrentamos» y que la renta básica «obvia el problema de su financiación»; opinan que la moratoria de algunas deudas hipotecarias daña al futuro del sistema hipotecario, que el impago parcial de la deuda pública provocaría dificultades de acceso a los mercados y que nacionalizar la banca supone negar que las instituciones financieras más afectadas por la crisis han sido las del sector público; además, la democratización del Banco Central Europeo conllevaría inflación, mientras que abandonar algunos de los tratados de libre comercio supondría la pobreza en muchos países firmantes.

### Documentos aprobados en la Asamblea ciudadana de 2014
La asamblea ciudadana de octubre de 2014 aprobó cinco documentos, en defensa de la educación pública, contra la corrupción política, por el derecho a la vivienda y contra los desahucios, por el derecho a la salud y por una reestructuración de la deuda externa tras pasar por una auditoría, que pasaron a formar parte de la línea política del partido. La celebración de la asamblea repercutió también en el número de miembros del partido, que pasaron de 131 000 a 150 000 inscritos en 24 horas.

## Financiación

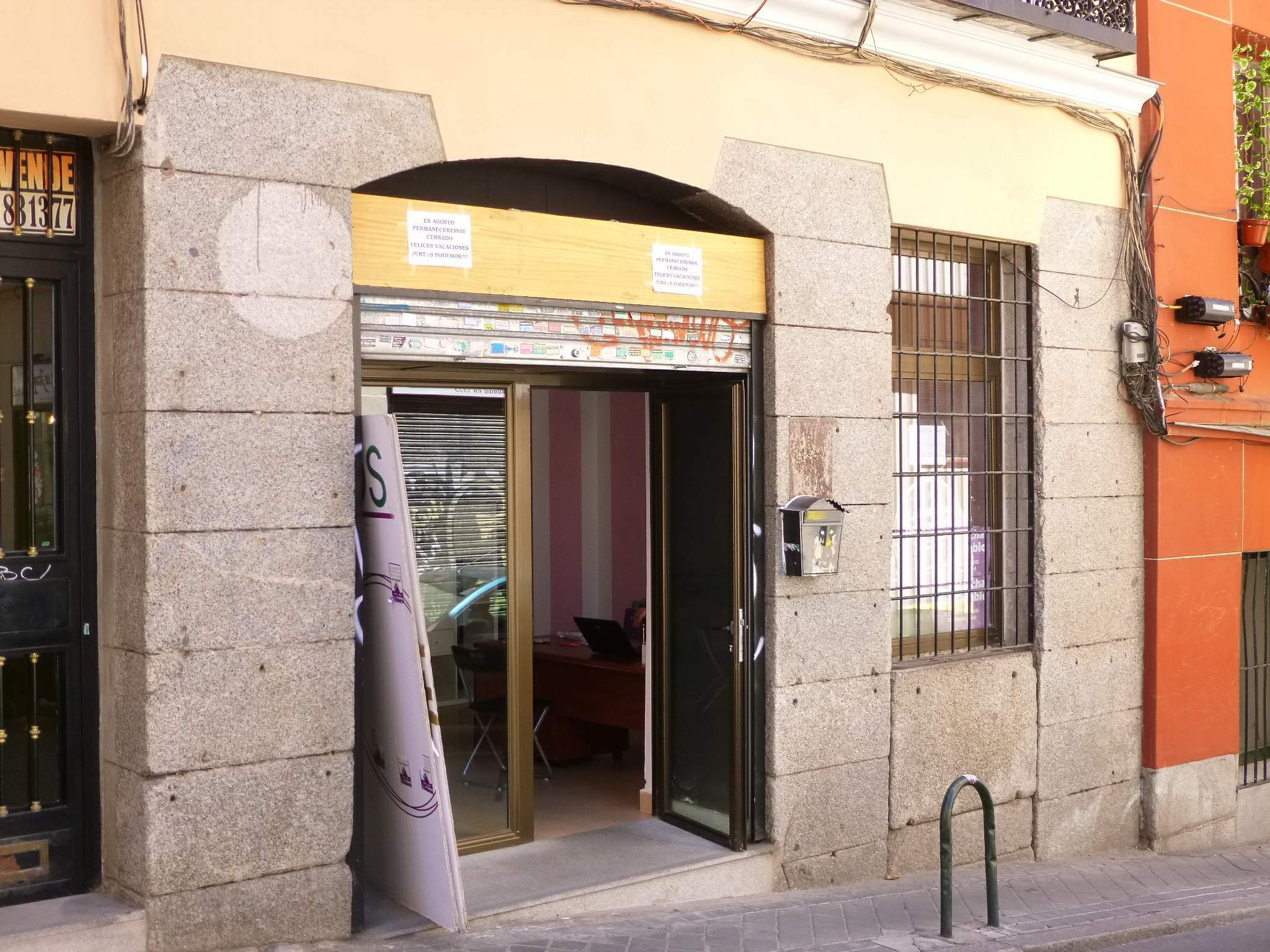
Sede central de Podemos en Madrid, en el barrio de Lavapiés (calle Zurita 21)

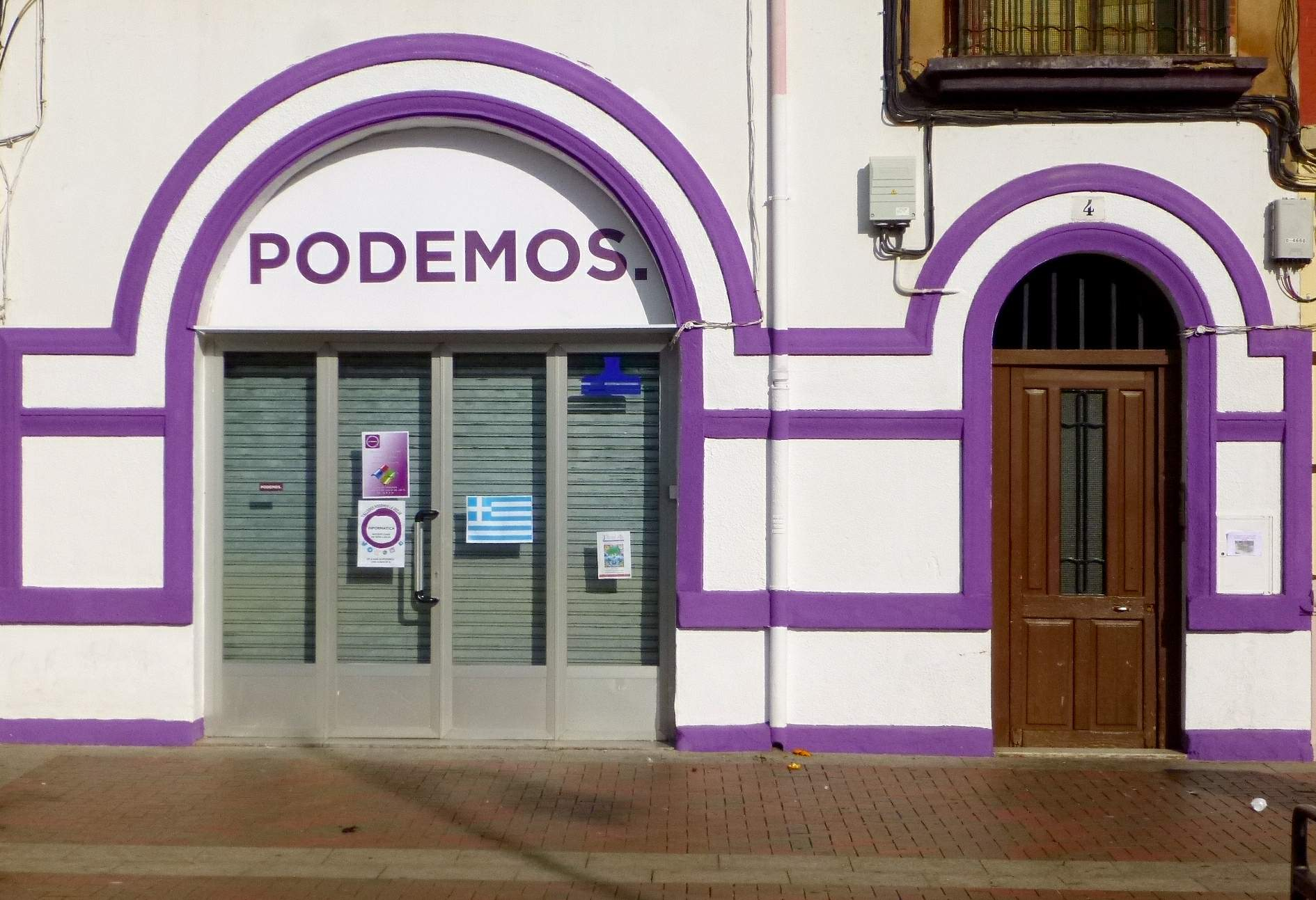
Sede del Círculo de Podemos en Logroño (La Rioja), en la calle Oviedo, 4

Podemos empleó el micromecenazgo para financiar su campaña electoral para las elecciones europeas de 2014.
El partido declaró que el coste de la campaña había estado en el entorno de ciento cincuenta mil euros y que no había utilizado ningún préstamo bancario, por lo que, aunque la legislación electoral le otorgaba una subvención en función de sus resultados de un millón y medio de euros, solo recibiría un diez por ciento de dicha cantidad, ya que la subvención solo podía cubrir costes de campaña.
En agosto de 2014 anunció un programa para estabilizar su financiación basado en donaciones de un monto máximo de seiscientos euros anuales y no vinculadas a la afiliación al partido. El partido muestra públicamente sus cuentas con todos los datos económicos y detalles, con todos y cada uno de los ingresos y gastos, y las actualiza periódicamente. Aunque la colaboración económica es voluntaria y no requerida para ser un miembro, seis mil personas hacen una donación mensual al partido, con una media de 9 euros cada uno.
Los eurodiputados de Podemos cobran para sí mismos 1935 euros al mes del salario de eurodiputado (6533 €), donando el resto —Pablo Iglesias, por ejemplo, lo donaba a su programa de televisión, La Tuerka—.
Desde la irrupción de Podemos en el panorama político, numerosos medios de comunicación y periodistas españoles han vinculado a Podemos con una supuesta financiación ilícita proveniente de los gobiernos de Venezuela e Irán. Sin embargo, el Tribunal Supremo ha dictaminado hasta en tres ocasiones que la financiación de Podemos es legal debido a que no emana de los gobiernos venezolano o iraní.En el año 2022 una veintena de querellas judiciales e investigaciones por supuesta financión irregular han sido archivadas por falta de pruebas o por falta de indicios criminales.

Un ejemplo es el caso del Hugo Carvajal, conocido como el Pollo Carvajal, que tuvo gran repercusión mediática. En septiembre de 2021, Carvajal, exjefe de contra inteligencia de los gobiernos de Hugo Chávez y Nicolás Maduro, fue arrestado por segunda vez en Madrid atendiendo a un pedido de extradición de Estados Unidos. En ese momento alegó tener pruebas sobre un posible financiamiento irregular de Podemos a partir de derramas económicas de la petrolera estatal PDVSA. Carvajal presentó documentos con supuestas firmas de Chávez y Maduro. En octubre de 2021 acusó a Carolina Bescansa, Jorge Lago y Ariel Jerez, como beneficiarios de 143 000 dólares. En las mismas fechas también acusó a Juan Carlos Monedero, uno de los fundadores del partido, de recibir doscientos mil euros por supuestas «asesorías fantasmas».A pesar de la repercusión mediática, estos documentos fueron desestimados por irrelevantes. Las acusaciones remitían a terceras personas ilocalizables o no estaban apoyadas en documentos verificables. Según la Fiscalía española, «el testimonio de Carvajal no aportaba datos concisos». Estas denuncias se han relacionado con una «treta jurídica» de Carvajal para prolongar su proceso de extradición a los EE. UU. El 3 de marzo de 2022 la Sala de lo Penal de la Audiencia Nacional española rechazó las denuncias en contra de Podemos y recriminó al juez García Castellón por extender artificialmente las investigaciones.  El magistrado García-Castellón cerró de nuevo el caso. En una providencia de junio de 2022, el juez expone que
[...] habiendo decretado el sobreseimiento y archivo de la presente causa con respecto al delito de financiación ilegal de partido político, quedan sin efecto las diligencias de investigación acordadas.

## Reacciones a su irrupción en el ámbito político
El número de apoyos obtenido por la nueva formación tras las elecciones europeas de 2014, dio lugar a múltiples análisis y reacciones en uno y otro sentido. De hecho, habiéndose quedado lejos de los 16 escaños del Partido Popular y de los 14 del Partido Socialista, Pablo Iglesias fue tendencia número 1 en España en la red social Twitter el día después de las elecciones y el portavoz de la formación apareció en las portadas de algunos de los principales periódicos españoles.
Mientras algunos sectores saludaron los resultados de la formación y analizaron las causas del «fenómeno Podemos», posteriormente también se produjeron muestras de preocupación por el ascenso de la formación. Jordi Gracia ha achacado su éxito al «descrédito que la izquierda política ha conquistado entre una clase media que no ha quemado un contenedor en su vida, que no tiene edad para saltar vallas, que no lleva sudaderas con capucha, pero que cada vez se siente más impotente y más cargada de razones». Citando a Thomas Bernd Stehling, de la Fundación Konrad Adenauer, afirma que la verdadera sorpresa es «el hecho de que haya sido necesario tanto tiempo para que un partido alternativo haya aprovechado la desilusión y la frustración».
Pedro Sánchez, secretario general del PSOE desde julio de 2014, tildó en numerosas ocasiones de populista a Podemos al principio de su mandato, mientras que parte de su electorado se decanta por el nuevo partido. Por su parte, Vicente Palacio, de la Fundación Alternativas, afirmaba que Podemos podría tener «efectos muy beneficiosos en términos de regeneración del sistema democrático español», aunque corre el peligro de «deslizarse hacia el populismo y la demagogia». A partir de noviembre de 2014, el PSOE ha optado, en cambio, por la estrategia de dejar de llamarles populistas para presentarles en cambio como situados en la extrema izquierda, intentando conservar así la hegemonía del centro izquierda.
La líder de UPyD, Rosa Díez, afirmó encontrar coincidencias programáticas de Podemos con la coalición griega de izquierdas Syriza, con el Movimiento 5 Estrellas italiano de Beppe Grillo e incluso con el ultraderechista Frente Nacional francés de Marine Le Pen.
La secretaria general del PP, María Dolores de Cospedal, afirmó ver en los resultados una radicalización del voto de izquierda.
En relación con las reacciones adversas recibidas por el partido, el catedrático de Ciencias políticas Vicenç Navarro y coautor luego del borrador económico de Podemos, arguyó en julio de 2014: 

Estamos viendo, pues, el intento de destruir por todos los medios imaginables un movimiento que se considera amenazante a la estructura de poder financiero, económico, y por lo tanto político y mediático, de este país.

## Controversias sobre los dirigentes de Podemos
En junio de 2014, El Mundo dio cobertura al supuesto apoyo que, según este diario, Pablo Iglesias brindó a la desarticulada plataforma de apoyo a los presos de ETA Herrira. Esperanza Aguirre, presidenta del Partido Popular de la Comunidad de Madrid, acusó a Pablo Iglesias de «estar con el castrismo, con el chavismo y con ETA», declaraciones que Pablo Iglesias calificó de «infamias» y contra las que anunció estudiaría acciones legales. El 9 de julio de 2014 la formación presentó una demanda de conciliación previa a la interposición de una querella contra Aguirre. A su vez, Pablo Iglesias presentaría en 2014 una demanda contra el periodista del diario Okdiario Eduardo Inda, que sería finalmente desestimada en 2017, explicando la magistrada en la sentencia que 

[...] el hecho del que partía la noticia en ambas redacciones se consideraba veraz y se contrastó con las fuentes en las que tuvo su origen sin que el empleo de unos términos u otros influyeran en el conjunto de la información trasladada al lector.

En noviembre de 2014, El Mundo aireó también el contrato que Íñigo Errejón tenía con la Universidad de Málaga, abriendo esta una investigación que terminó en diciembre con su suspensión cautelar de empleo y sueldo.
El 18 de enero de 2015, el diario digital El Plural llamó la atención sobre las cuentas de la empresa de Juan Carlos Monedero. Por su parte, el diario El País acusó diez días después a Monedero de falsear «la mayor parte de su currículo académico», de lo que el propio diario se retractó el 1 de febrero.
Ante estas interpelaciones, Pablo Iglesias advirtió en un mitin en Valencia el 25 de enero:

Yo sé que a muchos de vosotros os comen los demonios cuando veis la televisión y ese sentimiento de me están mintiendo, están insultando a los chavales, también lo tenemos nosotros, porque cuando tocan a Errejón, a Monedero o a Tania me están tocando a mí y no me voy a dejar de indignar.

Desde marzo de 2015, periodistas ligados a la prensa tradicional han realizado un análisis crítico respecto de la relación de Podemos con los medios. Posteriormente, el 6 de marzo de 2017, la Asociación de la Prensa de Madrid emitió un comunicado para dar amparo a afiliados que lo solicitaban frente a lo que consideraban una presión relacionada con el partido emergente, algo que Podemos negó e invitó a presentar las pruebas.
En abril de 2017, el expresidente de la CEOE Gerardo Díaz Ferrán rechazó el uso de su imagen en el «tramabús» y presentó una querella contra Pablo Iglesias por supuesta intromisión en su honor que no prosperó dados los antecedentes penales del empresario querellante.

## Organizaciones del partido
| Territorios            | Organización                | Secretaría General         | Últimas elecciones autonómicas | Últimas elecciones autonómicas    | Últimas elecciones autonómicas          |
| Territorios            | Organización                | Secretaría General         | Candidatura                    | Diputados                         | Estatus en legislatura                  |
| ---------------------- | --------------------------- | -------------------------- | ------------------------------ | --------------------------------- | --------------------------------------- |
| Andalucía              | Podemos Andalucía           | Martina Velarde            | (Solo mediante apoyo externo)  | 5/109Respecto a la coalición: 3/5 | 4.ª fuerza                              |
| Aragón                 | Podemos Aragón              | Maru Díaz                  |                                | 1/67                              | 6.ª fuerza                              |
| Principado de Asturias | Podemos Asturies            | Diego Ruiz de la Peña      |                                | 0/45                              | Sin presencia                           |
| Islas Baleares         | Podemos Illes Balears       | Antonia Jover Diaz         |                                | 1/59Respecto a la coalición: 1/1  | 6.ª fuerza                              |
| Canarias               | Podemos Canarias            | Noemí Santana              |                                | 0/70                              | Sin presencia                           |
| Cantabria              | Podemos Cantabria           | Mercedes González Reguilón |                                | 0/35                              | Sin presencia                           |
| Castilla y León        | Podemos Castilla y León     | Pablo Fernández Santos     |                                | 1/81Respecto a la coalición: 1/1  | 6.ª fuerza                              |
| Castilla-La Mancha     | Podemos Castilla-La Mancha  | José Luis García Gascón    |                                | 0/36                              | Sin presencia                           |
| Cataluña               | Podem Catalunya             | Noelia Bail                |                                | 0/135Respecto a la coalición: 0/8 | Sin presencia                           |
| Comunidad Valenciana   | Podem Comunitat Valenciana  | Por determinar             |                                | 0/99                              | Sin presencia                           |
| Extremadura            | Podemos Extremadura         | Irene de Miguel Pérez      |                                | 4/65Respecto a la coalición: 2/4  | 4.ª fuerza                              |
| Galicia                | Podemos Galicia             | Borja San Ramón Tizón      |                                | 0/75                              | Sin presencia                           |
| La Rioja               | Podemos La Rioja            | Arantxa Carrero            |                                | 2/33Respecto a la coalición: 1/2  | 4.ª fuerza                              |
| Comunidad de Madrid    | Podemos Comunidad de Madrid | Por determinar             |                                | 0/136                             | Sin presencia                           |
| Navarra                | Podemos Navarra             | Begoña Alfaro García       |                                | 3/50Respecto a la coalición:2/3   | Coalición de gobierno junto a: PSN GBai |
| Región de Murcia       | Podemos Región de Murcia    | Javier Sánchez Serna       |                                | 2/45Respecto a la coalición: 1/2  | 4.ª fuerza                              |
| País Vasco             | Podemos Euskadi             | Pilar Garrido              |                                | 0/75                              | Sin presencia                           |
|                        |                             |                            |                                |                                   |                                         |
| Ceuta                  | Podemos Ceuta               | Ramón Rodríguez Casaubón   |                                | 0/25                              | Sin presencia                           |
| Melilla                | Podemos Melilla             | Gema Aguilar               |                                | 0/25                              | Sin presencia                           |

### Resultados por Elecciones Autonómicas
| Partido                                                                                   | Año  | ESPA | UEUR |      | ANDA | ARAG | ASTU | IBALE | CANA | CNTA | CLMA | CYLE | CATA | CVAL | EXTR | GALIC | LRJA | CMAD | NAVA | RDMU | PVAS |
| ----------------------------------------------------------------------------------------- | ---- | ---- | ---- | ---- | ---- | ---- | ---- | ----- | ---- | ---- | ---- | ---- | ---- | ---- | ---- | ----- | ---- | ---- | ---- | ---- | ---- |
| Podemos                                                                                   | 2014 |      | 7.9  |      |      |      |      |       |      |      |      |      |      |      |      |       |      |      |      |      |      |
| Podemos                                                                                   | 2015 | 20.6 | 7.9  | 14.8 | 20.5 | 19.0 | 14.6 | 14.5  | 8.8  | 9.7  | 12.1 | 8.9  | 11.2 | 8.0  | 11.2 | 18.6  | 13.6 | 13.1 |      |      |      |
| Podemos                                                                                   | 2016 | 0.7  | 7.9  | 14.8 | 20.5 | 19.0 | 14.6 | 14.5  | 8.8  | 9.7  | 12.1 | 8.9  | 11.2 | 8.0  | 11.2 | 18.6  | 13.6 | 13.1 | 19.0 | 14.7 |      |
| Podemos                                                                                   | 2017 | 0.7  | 7.9  | 14.8 | 20.5 | 19.0 | 14.6 | 14.5  | 8.8  | 9.7  | 12.1 | 8.9  | 11.2 | 8.0  | 11.2 | 18.6  | 13.6 | 13.1 | 19.0 | 14.7 |      |
| Podemos                                                                                   | 2018 | 0.7  | 7.9  | 1,3  | 20.5 | 19.0 | 14.6 | 14.5  | 8.8  | 9.7  | 12.1 | 1.5  | 11.2 | 8.0  | 11.2 | 18.6  | 13.6 | 13.1 | 19.0 | 14.7 |      |
| Podemos                                                                                   | 2019 | 6.7  | 2.1  | 1,3  | 12.5 | 8.0  | 4.9  | 5.8   | 5,4  | 2,8  | 7.2  | 1.5  | 3.3  | 0.8  | 4.6  | 13.0  | 8.9  | 7,6  | 19.0 | 14.7 |      |
| Podemos                                                                                   | 2019 | 1.8  | 2.1  | 1,3  | 12.5 | 8.0  | 4.9  | 5.8   | 5,4  | 2,8  | 7.2  | 1.5  | 3.3  | 0.8  | 4.6  | 13.0  | 8.9  | 7,6  | 19.0 | 14.7 |      |
| Podemos                                                                                   | 2020 | 15.1 | 2.1  | 1,3  | 12.5 | 8.0  | 4.9  | 5.8   | 5,4  | 2,8  | 7.2  | 1.5  | 3.3  | 0.8  | 4.6  | 13.0  | 8.9  | 7,6  | 6.7  |      |      |
| Podemos                                                                                   | 2021 | 15.1 | 2.1  | 1,3  | 12.5 | 8.0  | 4.9  | 5.8   | 5,4  | 2,8  | 7.2  | 0.6  | 3.3  | 0.8  | 4.6  | 1.6   | 8.9  | 7,6  | 6.7  |      |      |
| Podemos                                                                                   | 2022 | 15.1 | 2.1  | 8.4  | 12.5 | 8.0  | 4.9  | 5.8   | 5,4  | 2,8  | 0.2  | 0.6  | 3.3  | 0.8  | 4.6  | 1.6   | 8.9  | 7,6  | 6.7  |      |      |
| Podemos                                                                                   | 2023 | 15.1 | 2.1  | 8.4  | 0.5  | 4.0  | 7.1  | 5,3   | 4.8  | 1.0  | 0.2  | 0.6  | 2,5  | 4.4  | 1.2  | 1.6   | 2.5  | 1,3  | 6.7  | 0.8  |      |
| Podemos                                                                                   | 2024 | 6.8  | 1.0  | 8.4  | 0.5  | 4.0  | 7.1  | 5,3   | 4.8  | 1.0  | 0.2  | 3.7  | 2,5  | 4.4  | 1.2  | 1.6   | 2.5  | 1,3  | 5.8  | 0.8  |      |
| En Coalición sin ser la principal fuerza En la oposición Sin representación parlamentaria |      |      |      |      |      |      |      |       |      |      |      |      |      |      |      |       |      |      |      |      |      |

## Resultados electorales

### Elecciones generales
|  |  |

|  |  |

|  |  |

|  |  |

|  |  |

|  |  |

|  |  |

|  |  |

|  |  |

|  |  |

|  |  |

|  |  |

|  |  |

|  |  |

|  |  |

|  |  |

|  |  |

|  |  |

|  |  |

|  |  |

### Elecciones europeas
|  |  |

|  |  |

|  |  |

## Coaliciones y líderes en la actualidad
- Unión Europea: Unidas Podemos Cambiar Europa – María Eugenia Rodríguez Palop;
- Andalucía: Por Andalucía – Inmaculada Nieto;
- Cataluña: Podem Catalunya – Conchi Abellán;
- Comunidad de Madrid: Unidas Podemos – Carolina Alonso;
- Comunidad Valenciana: Unides Podem-EUPV – Héctor Illueca;
- Galicia: Galicia En Común – Ledicia Piñeiro;
- Castilla y León: Unidas Podemos – Pablo Fernández Santos;
- País Vasco: Elkarrekin Podemos – Miren Gorrotxategi;
- Canarias: Unidas Sí Podemos – Mariela Rodríguez;
- Castilla-La Mancha: Unidas Podemos - José Luis García Gascón
- Región de Murcia: Podemos-Equo-Izquierda Unida-Verdes de la Región de Murcia – José Luis Álvarez Castellanos;
- Aragón: Podemos-Equo-Izquierda Unida de Aragón – Álvaro Sanz;
- Islas Baleares: Unidas Podemos – Lucía Muñoz Dalda;
- Extremadura: Unidas por Extremadura – Irene de Miguel;
- Principado de Asturias: Podemos Asturies-Izquierda Unida de Asturias-Izquierda Asturiana – Ramón Argüelles Cordero;
- Comunidad Foral de Navarra: Contigo Navarra-Zurekin Nafarroa – Begoña Alfaro García;
- Cantabria: Podemos-Izquierda Unida de Cantabria-Equo – Leticia Martínez;
- La Rioja: Unidas Podemos-Equo – Diego Mendiola;
- Melilla: Unidas Podemos – Gema Aguilar;
- Ceuta: Unidas Podemos – Ramón Rodríguez Casaubón;